# NGC 3509
NGC 3509 est une très vaste galaxie spirale barrée située dans la constellation du Lion. NGC 3509 a été découverte par l'astronome germano-britannique William Herschel en 1786.

## Caractéristiques
La classe de luminosité de NGC 3509 est II-III et elle présente une large raie HI.

### Distance
Sa vitesse par rapport au fond diffus cosmologique est de 8 036 ± 26 km/s, ce qui correspond à une distance de Hubble de 118,5 ± 8,3 Mpc (∼386 millions d'al).
À ce jour, trois mesures non basées sur le décalage vers le rouge (redshift) donnent une distance de 101,700 ± 4,107 Mpc (∼332 millions d'al), ce qui est à l'extérieur des valeurs de la distance de Hubble. Notons que c'est avec la valeur moyenne des mesures indépendantes, lorsqu'elles existent, que la base de données NASA/IPAC calcule le diamètre d'une galaxie et qu'en conséquence le diamètre de NGC 3509 pourrait être d'environ 106,7 kpc (∼348 000 al) si on utilisait la distance de Hubble pour le calculer.

### Galaxie particulière

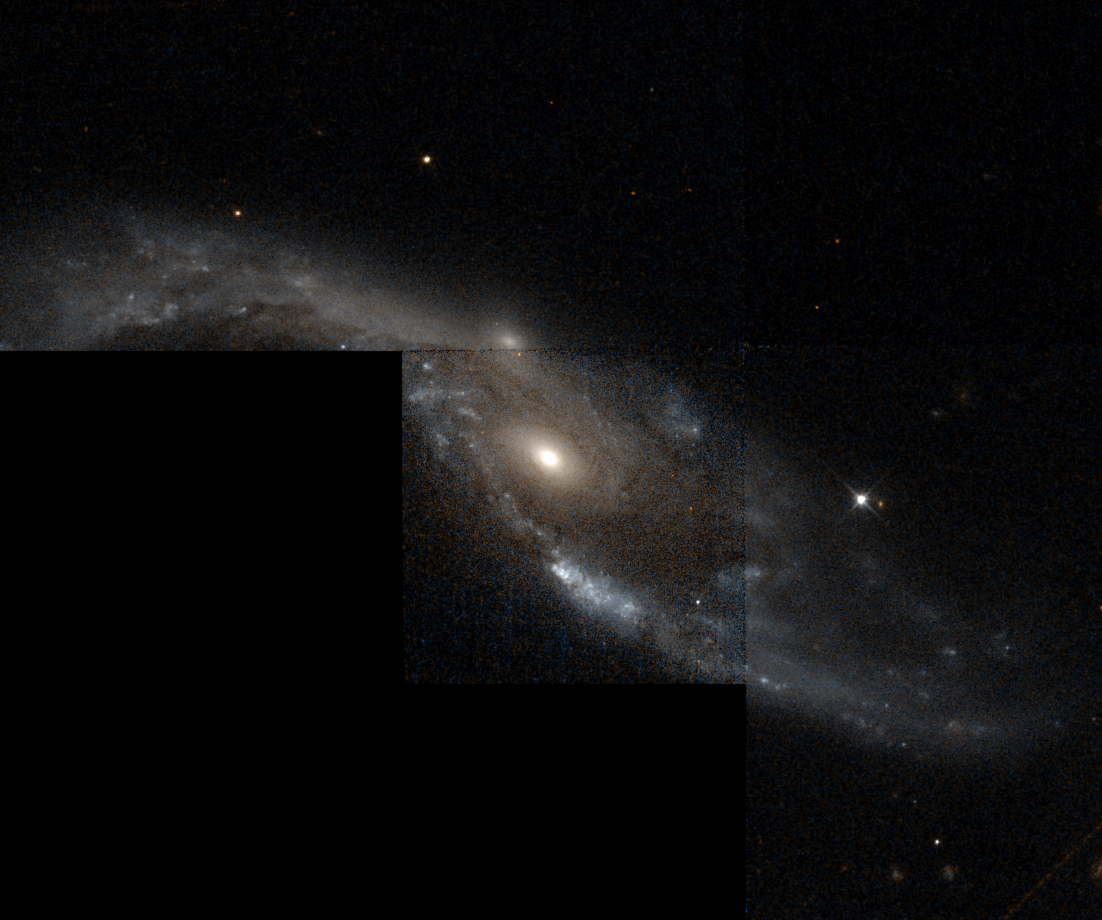
NGC 3509 par le télescope spatial Hubble.

NGC 3509 figure dans l'atlas des galaxies particulières de Halton Arp sous la cote Arp 355 comme un vaste système lumineux. Comme on peut le voir sur l'image de l'étude SDSS, un bras spiral de la galaxie s'en éloigne fortement, ce qui fait aussi de NGC 3509 une galaxie spirale particulière.

## Paire de galaxies
NGC 3509 et UGC 6142 forment une paire de galaxies. La distance de la galaxie UGC 6142 est de 116,4 ± 8,2 Mpc (∼380 millions d'al).

## Supernova
La supernova SN 2010bi été découverte dans NGC 3509 le 24 mars 2010 par Pignata et ses collègues dans le cadre du programme de recherche de supernovas CHASE (CHilean Automatic Supernova sEarch). Cette supernova était de type IIP.